# الشحانية
منطقة الشحانية هي مدينة قطرية تبعد عن العاصمة الدوحة حوالي 25 كم² وتشتهر بوجود مزرعة المها للشيخة موزة ومزرعة الشيخ فيصل بن قاسم والمتحف الخاص به، وكذلك هي قلب قطر النابض وحلقة الوصل بين مدينة دخان غربًا والدوحة شرقًا، وتلقب بمدينة الضباب لأنها منخفضة تضاريسياً
وسبب تسميتها بالشحانية لوجود نبات الشيح فيها.

## سبب التسمية
سميت الشحانية بهذا الاسم نسبة إلى بلدة. سُميت هذه البلدة على روضة الشيحانية. وقد سُميت روضة الشيحانية بهذا الاسم لنمو نبات الشيح فيها. والشيح نبات معمر ذو رائحة عطرية لاحتوائه على زيوت عطرية، وهو واسع الانتشار في شبه الجزيرة العربية وشمالي أفريقيا، إلا أنه نادر الوجود في قطر، حيث وُجدت أفراد قليلة منه في الشمال على الطريق بين الدوحة والشمال. يُستخدم هذا النبات في علاج بعض أمراض البرد وأمراض المعدة، وبها مضمار سباق الهجن، وبها نادي رياضي يسمى نادي الشحانية الرياضي .

## المناخ
يظهر الجدول التالي التغييرات المناخية على مدار السنة لالشحانية:
| البيانات المناخية لـالشحانية       | البيانات المناخية لـالشحانية | البيانات المناخية لـالشحانية | البيانات المناخية لـالشحانية | البيانات المناخية لـالشحانية | البيانات المناخية لـالشحانية | البيانات المناخية لـالشحانية | البيانات المناخية لـالشحانية | البيانات المناخية لـالشحانية | البيانات المناخية لـالشحانية | البيانات المناخية لـالشحانية | البيانات المناخية لـالشحانية | البيانات المناخية لـالشحانية | البيانات المناخية لـالشحانية |
| الشهر                              | يناير                        | فبراير                       | مارس                         | أبريل                        | مايو                         | يونيو                        | يوليو                        | أغسطس                        | سبتمبر                       | أكتوبر                       | نوفمبر                       | ديسمبر                       | المعدل السنوي                |
| ---------------------------------- | ---------------------------- | ---------------------------- | ---------------------------- | ---------------------------- | ---------------------------- | ---------------------------- | ---------------------------- | ---------------------------- | ---------------------------- | ---------------------------- | ---------------------------- | ---------------------------- | ---------------------------- |
| متوسط درجة الحرارة الكبرى °م (°ف)  | 22.5 (72.5)                  | 25 (77)                      | 30 (86)                      | 36 (97)                      | 42 (108)                     | 44 (111)                     | 45 (113)                     | 44.5 (112.1)                 | 41.5 (106.7)                 | 37 (99)                      | 30 (86)                      | 23.5 (74.3)                  | 35.1 (95.2)                  |
| متوسط درجة الحرارة الصغرى °م (°ف)  | 15 (59)                      | 16.5 (61.7)                  | 20 (68)                      | 25 (77)                      | 30 (86)                      | 32.5 (90.5)                  | 34 (93)                      | 33.5 (92.3)                  | 32 (90)                      | 26.5 (79.7)                  | 23.5 (74.3)                  | 17 (63)                      | 25.5 (77.9)                  |
| الهطول مم (إنش)                    | 10 (0.4)                     | 2 (0.1)                      | 2.5 (0.10)                   | 6 (0.2)                      | 1 (0.0)                      | 0 (0)                        | 0 (0)                        | 0 (0)                        | 0 (0)                        | 0.5 (0.02)                   | 13 (0.5)                     | 19.5 (0.77)                  | 54.5 (2.09)                  |
| متوسط الرطوبة النسبية (%)          | 68                           | 67                           | 63                           | 58                           | 53                           | 54                           | 57                           | 63                           | 67                           | 70                           | 75                           | 82                           | 65                           |
| المصدر: Qatar Statistics Authority |                              |                              |                              |                              |                              |                              |                              |                              |                              |                              |                              |                              |                              |